# Graphogaster dorsalis
Graphogaster dorsalis är en tvåvingeart som först beskrevs av Daniel William Coquillett 1902.  Graphogaster dorsalis ingår i släktet Graphogaster och familjen parasitflugor. Inga underarter finns listade i Catalogue of Life.